# مندهاوزن
مندهاوزن (به آلمانی: Mendhausen) یک منطقهٔ مسکونی در آلمان است که در روهیلد واقع شده‌است.
 مندهاوزن  ۳۱۰ نفر جمعیت دارد.